# Bara Bará Bere Berê
"Bara Bará Bere Berê" é uma canção gravada pelo cantor brasileiro Michel Teló. Foi escrita por Dorgival Dantas de Paiva e produzida por Dudu Borges.

## Antecedentes
"Bara Bará Bere Berê" foi lançada Originalmente por Léo Rodrigues em 2011. Em 24 de julho de 2012, Teló falou em entrevista ao programa televisivo Encontro com Fátima Bernardes que a única coisa que poderia adiantar sobre os novos trabalhos é que iria lançar uma nova música com uma dancinha. Segundo um porta-voz do cantor, a canção foi gravada a pedido do representante da sua gravadora na Europa, a Universal Music e não será trabalhada como single no Brasil.
"Bara Bará Bere Berê" foi composta por Dorgival Dantas de Paiva e produzida por Dudu Borges e fará parte do terceiro álbum ao vivo de Teló. Foi lançada para download digital na loja digital iTunes da Itália em 13 de julho de 2012. Teve um lançamento em formato de extended play (EP) contendo cinco remisturas, uma delas produzida por Mister Jam e outras três pelo disc jockey DJ Class, além da versão original.

## Composição
A melodia de "Bara Bará Bere Berê" é composta através dos vocais, juntando acordes de sanfona que lembra a música "Ai Se Eu Te Pego". Segundo o site Fátima News, do portal UOL, o refrão da canção é mais fácil de ser cantando por alguém que fale outra língua, sem ser a portuguesa.

## Recepção

### Crítica
O site italiano MelodicaMente elogiou os trabalhos de Teló, escrevendo: "A canção "Ai Se Eu Te Pego" ainda está viva em nossa cabeça, mas Michel Teló parece extrair um sucesso atrás do outro, e aqui neste verão de 2012, seremos embalados com a sua nova canção. "Bara Bará Bere Berê" que é quase inútil dizer que tem praticamente o mesmo lema de "Ai Se Eu Te Pego", ritmo de verão, esperamos que as praias movam o ritmo do single que muito foi discutido, tempo muito quente e espírito alegre. A revista Veja criticou a repetição do título no refrão, escrevendo que o refrão "Bara Bará Bere Berê", cujo é o mesmo título da faixa repete exaustivamente.

### Comercial
"Bara Bará Bere Berê" fez sua estreia nas tabelas musicais através da Dutch Singles Chart, publicada pela empresa holandesa MegaCharts, na semana de 11 de agosto de 2012 no número 99. Na data de 18 de agosto seguinte, alcançou seu pico no octogésimo primeiro posto da lista. O single já havia entrado na compilação austríaca Ö3 Austria Top 40 um dias antes no seu 60° lugar. Em sua segunda semana, obteve seu auge na quadragésima quinta posição. Naquele ano, desempenhou-se na quadragésima oitava da situação do periódico de faixas da corporação espanhola Productores de Musica de España (PROMUSICAE) e na 42ª do alemão Media Control Charts. Em outubro de 2012, a associada a IFPI, Federazione Industria Musicale Italiana atribui uma certificação de ouro por vendas superiores a 15 mil cópias.

## Lista de faixas
A versão digital de "Bara Bará Bere Berê" contém apenas uma faixa com duração de dois minutos e quarenta segundos. Foi ainda lançado um EP que cinco nove remisturas a partir da faixa original, com cerca de quinze minutos.
| Descarga digital |                       |         |  |
| N.º              | Título                | Duração |  |
| 1.               | "Bara Bará Bere Berê" | 2:45    |  |

| EP de remisturas |                                                 |         |  |
| N.º              | Título                                          | Duração |  |
| 1.               | "Bara Bará Bere Berê" (A Class Edit)            | 2:45    |  |
| 2.               | "Bara Bará Bere Berê"                           | 2:45    |  |
| 3.               | "Bara Bará Bere Berê" (A Class Floo Edition)    | 3:19    |  |
| 4.               | "Bara Bará Bere Berê" (A Class Special Edition) | 6:07    |  |
| 5.               | "Bara Bará Bere Berê" (Mister Jam)              | 6:08    |  |
| Duração total:   | Duração total:                                  | 14:48   |  |

## Desempenho
| País / Tabela                                | Posição |
| -------------------------------------------- | ------- |
| Áustria - Ö3 Austria Top 75                  | 45      |
| Alemanha - Media Control Charts              | 42      |
| Bélgica (Ultratop 50 de Flandres)            | 42      |
| Bélgica (Ultratip Bubbling Under da Valônia) | 6       |
| Espanha - PROMUSICAE                         | 48      |
| Países Baixos - Dutch Singles Chart          | 60      |
| Polónia - Airplay                            | 55      |
| Roménia - Romanian Top 100                   | 32      |

| País / Provedor | Certificações |
| --------------- | ------------- |
| Itália / FIMI   | Ouro          |

## Histórico de lançamento
| País           | Data                 | Formato                                    | Gravadora     |
| -------------- | -------------------- | ------------------------------------------ | ------------- |
| Alemanha       | 10 de agosto de 2012 | EP digital de remisturas                   | Sony Music    |
| Áustria        | 10 de agosto de 2012 | EP digital de remisturas                   | Sony Music    |
| Áustria        | 27 de julho de 2012  | Download digital, EP digital de remisturas | Sony Music    |
| Espanha        | 7 de agosto de 2012  | Download digital                           | Sony Music    |
| Itália         | 13 de julho de 2012  | Download digital                           | Sony Music    |
| Países Baixos  | 26 de julho de 2012  | Download digital                           | CRN Music     |
| Suíça          | 27 de julho de 2012  | Download digital                           | Roster Music  |
| Estados Unidos | 14 de agosto de 2012 | Download digital                           | Panttanal/Rge |

## Versão de Cristiano Araújo
A canção também foi lançada pelo cantor sertanejo Cristiano Araújo. Apesar de não ter sido lançada oficialmente como single, a canção foi bastante tocada nas rádios de todo Brasil sendo um enorme sucesso na voz do cantor, e também fez parte da trilha sonora da novela Salve Jorge da Rede Globo. A versão do álbum Ao Vivo em Goiânia traz a participação da dupla Bruno & Marrone.

## Outras versões
"Bara Bará Bere Berê" também foi lançado como single através do download digital. A primeira lançada pelo brasileiro Alex Ferrari que alcançou a primeira posição na França e outra por Leo Rodríguez que chegou ao número 56 na Holanda.